# Роберт де Брюс
Роберт де Брюс (англ. Robert de Bruce; умер в 1094) — полулегендарный родоначальник шотландской династии Брюсов.

## Биография
Исследователи, занимавшиеся происхождением династии Брюсов, представители которой в XIV веке стали королями Шотландии, пытались выводить его происхождение из Нормандии. Родоначальником рода назывался норвежец Бруси (что на древненорвежском означает «козёл»), сын оркнейского ярла Сигурда и брат ярла Эйнара, который, якобы, сопровождал Роллона в завоевании Нормандии, построил замок в епархии Кутанса, а позже вернулся на Оркнейские острова, где сам стал ярлом и умер в 1031 году. Однако данная генеалогия не выдерживает критики, ибо название рода «Брюс», скорее всего, происходит от названия замка Брин (фр. Brin) или Брюи (фр. Bruis), развалины которого находятся между Шербуром и Валонжем.
В позднесредневековых списках участников битвы при Гастингсе, которые приводил, в частности, Джон Леланд в «Collectanea», упоминается Роберт де Брюс, именно его историки XIX века считали родоначальником династии. А. Макей, автор статьи о Роберте де Брюсе в Национальном биографическом словаре, принимает как значимое сообщение Леланда, и считает, что именно благодаря участию в нормандском завоевании Англии Роберт де Брюс получил владения в Йоркшире, умерший в 1094 году. Однако автор статьи в «Оксфордской биографической энциклопедии» считает сообщение Леланда ненадёжным, а настоящим основателем династии Брюсов — Роберта I Брюса, который получил от короля Генриха I владения в Йоркшире.